# قويجق (شاهين دج)
قويجق هي قرية في مقاطعة شاهين دج، إيران. عدد سكان هذه القرية هو 114 في سنة 2006.